# Parafia św. Marcina w Bukówcu Górnym
Parafia św. Marcina w Bukówcu Górnym – parafia rzymskokatolicka, znajdująca się w archidiecezji poznańskiej, w dekanacie przemęckim.